# Иоан Бухуш
Иоан Бухуш (молд. Иоан Бухуш; ум. в 1716) — великий логофет Молдавского княжества, выполнял функции каймакама (заместителя господаря) княжества с 15 (26) июля 1703 по сентябрь того же года и с 17 октября 1709 по 25 января 1710 года.